# یواس‌اس فلشر (اس‌اس‌ان-۶۱۳)
یواس‌اس فلشر (اس‌اس‌ان-۶۱۳) (به انگلیسی: USS Flasher (SSN-613)) یک زیردریایی بود که طول آن ۲۹۲ فوت (۸۹ متر) بود. این زیردریایی در سال ۱۹۶۳ ساخته شد.